# Шуньки
Шуньки (укр. Шуньки) — село в Белогорском районе Хмельницкой области Украины.
Население по переписи 2001 года составляло 433 человека. Почтовый индекс — 30225. Телефонный код — 3841. Занимает площадь 0,166 км². Код КОАТУУ — 6820389505.

## Местный совет
30225, Хмельницкая обл., Белогорский р-н, с. Юровка, ул. Ленина, 2

## Известные уроженцы
Шевчук, Василий Ефимович (1941—2006) —  фрезеровщик, оператор станков с числовым программным управлением, наладчик Марийского машиностроительного завода (1964―2002). Заслуженный машиностроитель Марийской АССР (1986). Лауреат Государственной премии СССР (1988).